# フォンス・ヒックマン

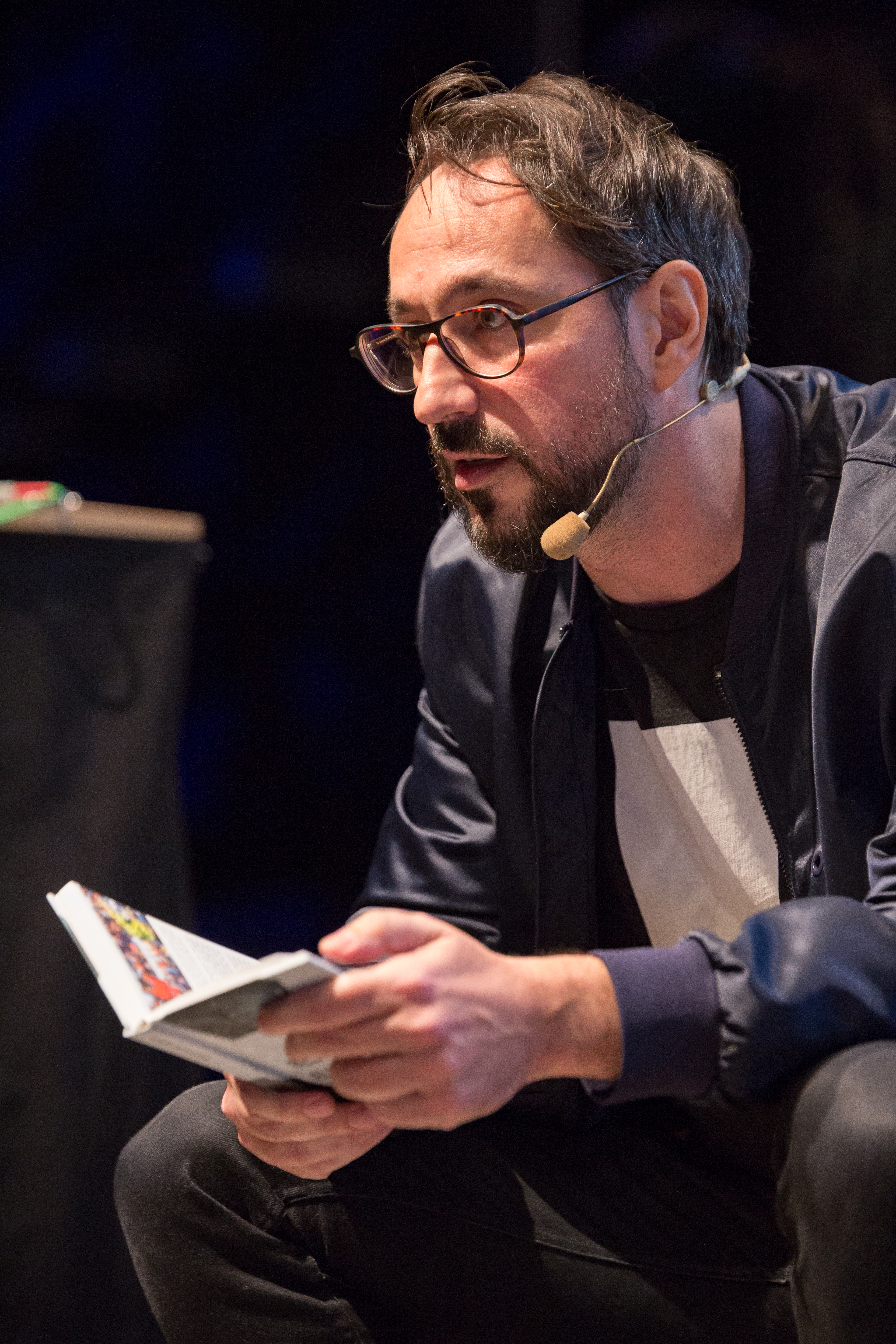
カンファレンスにて自身のデザインした著作を読むフォンス・ヒックマン、2016年

フォンス・マティアス・ヒックマン（Fons Matthias Hickmann、1966年 - ）は、ドイツのグラフィックデザイナー、タイポグラファー、作家。ベルリン芸術大学教授。

## 経歴
デュッセルドルフ専科大学で写真とコミュニケーションデザインを、ヴッペルタールで美学とメディア理論を専攻。ベルリンに設立した自身のデザイン事務所Fons Hickmann m23ではコミュニケーションデザイン、コーポレートデザイン、ブックデザイン、ポスターデザイン、雑誌及びWebデザインの領域を中心とする。
2001年にFons Hickmann m23は著名なキール週間のコーポレートデザインコンペティションで受賞した。国際的なデザインビエンナーレにおいても多数受賞経歴がある。2007年までウィーン応用美術大学にて教鞭を執り、以降同年よりベルリン芸術大学コミュニケーションデザイン学科グラフィックデザインクラスで教授に就く。それ以前にはエッセンとドルトムントの大学で教えていた。タイプ・ディレクターズ・クラブ New York、AGI（国際グラフィック連盟）、ADC Art Directors Club of Germany会員。ブレーマーハーフェン学際デザインラボラトリーにて2006年から2012年の間、役員を務める。2012年よりドイツ連邦共和国デザイン賞審査委員。
ドイツの他デザイナー達と共に提唱した活動「11 Designer für Deutschland」（ドイツのための11人のデザイナー）は大きなメディアの反響により公共社会におけるグラフィックデザインの意識を高め、ドイツで開催された2006 FIFAワールドカップの望ましくない公式ロゴの使用の再議を呼びかけた。自身のサッカーへの豊かな知見は2014年出版の「Das Beste Spiel aller Zeiten – ein Minutenprotokoll aus 100 Jahren」（これまでのベストゲーム – 100年間のサッカー史からの名シーン）に極まっている。
ヒックマンと自身のデザイン事務所は世界初のグラフィックデザインのための美術館「グラフィック・デザイン・ミュージアム（ブレダ）」（”Graphic Design Museum” in Breda）の開会の際に招聘された。「グラフィックデザインのヨーロピアン・チャンピオンシップ展」（European Championship of Graphic Design）は2008年6月11日に開催された。
自身のデザイン事務所Fons Hickman m23は200以上の国際的なデザイン賞を得ている。受賞歴にGolden Bee Award Moskau、iF Award（iFデザイン賞）ゴールド、ADC Award ドイツ・ヨーロッパ・アメリカ、LeadAward ゴールド、Joseph Binder Award ゴールド・シルバー・ブロンズ等。2012年にTriennale TrnavaよりMaster´s Eye Awardを受賞。
写真、メディア理論からサッカー、ポップカルチャーまで、多岐にわたる専門領域の出版制作に力を注いでいる。

## 主要著作と作品集
- 『Anschlag Berlin - Zeitgeistmedium Plakat』（＋Lindhorst-Emme、Verlag Seltmann+Söhne、2015年）ISBN 978-3-944721-56-9
- 『Das Beste Spiel aller Zeiten』（＋Büsges、Gehrs、Kein & Aber Verlag、2014年）ISBN 978-3-0369-5700-5
- 『Ästhetik & Kommunikation. Als Ob - Produktive Fiktionen.』（＋Galling-Stiehler、Haebler、Schulz、2014年）ISBN 978-3-00-044911-6
- 『Liebeslexikon』（＋Morlok、Conrads、Verlag Hermann Schmidt、2016年）ISBN 978-3-87439-879-4
- 『Taschenlexikon der Angst』（＋Barber、Wagenbreth、Verlag Hermann Schmidt、Verlag Hermann Schmidt、2012年）ISBN 978-3-87439-842-8
- 『Beyond Graphic Design - Klasse Fons Hickmann』（Verlag Hermann Schmidt 、2007年）ISBN 978-3874397414
- 『Fons Hickmann – Touch Me There』（Die Gestalten Verlag、2005年）ISBN 3-89955-079-X
- 『Fons Hickmann & Students』（Hesign China Youth Press、2004年）ISBN 7-5006-5665-3
- 『Displace yourself_! Unrealized Material by Fons Hickmann』（2002年）
- 『Parallelwelten』（Die Gestalten Verlag、2000年）ISBN 3-931126-51-X

## 文献
フォンス・ヒックマンの写真及び文章を内包する出版物
- 『Von erfolgreichen Designer lernen』（Galileo Press、2014年）ISBN 978-3-8362-2540-3
- 『Ulmer Gespräche: Fons Hickmann - Pop Politics』（IFG Ulm、Regula Stämpfli、Epubli Verlag、2012年） ISBN 978-3-8442-2636-2
- 『New Masters of Poster Design』（John Foster、Rockport Publishers、2008年）ISBN 978-1592534340
- 『5 × Berlin. Designfestival Chaumont』（Pyramid Press、2006年）ISBN 2-35017-035-7
- 『100 Beste Plakate, KEINE KUNST - NO ART』ヒックマン、トロクスラー、ヴェルナーによる文章を含む（Verlag Hermann Schmidt、2006年）ISBN 978-3874397032
- 『Black & White Graphics』（Gingko Press、2004年）
- 『Graphic Design for the 21st Century』（Taschen Verlag、2003年）
- 『AREA』（Phaidon Press、2003年）